# Дедалаури
Дедалаури (груз. დედალაური) — село в Грузии, на территории Хонийского муниципалитета края (мхаре) Имеретия.

## География
Село находится в западной части Грузии, в пределах Имеретинской низменности, на правом берегу реки Губисцкали, на расстоянии приблизительно 3 километров (по прямой) к северо-востоку от города Хони, административного центра муниципалитета. Абсолютная высота — 119 метров над уровнем моря.

## Население
По результатам официальной переписи населения 2014 года, в Дедалаури проживало 949 человек (468 мужчин и 481 женщина). В национальной структуре населения грузины составляли 99,1 %, русские — 0,7 %, армяне — 0,1 %., украинцы — 0,1 %.
| Год  | Население, человек |
| ---- | ------------------ |
| 2002 | 1628               |
| 2014 | ↘ 949              |